# 프로이센 문화유산 재단
프로이센 문화유산 재단(독일어: Stiftung Preußischer Kulturbesitz, SPK)은 독일 베를린과 그 주변 지역에 있는 27개의 박물관과 문화기관을 감독하는 독일 연방 정부 기관이다. 관할 범위에는 베를린의 모든 국립 박물관, 베를린 국립도서관, 프로이센 기록보관소, 다양한 연구소와 연구 센터가 포함된다. 세계에서 가장 큰 문화 기관 중 하나다.